# Carta Einstein-Szilárd

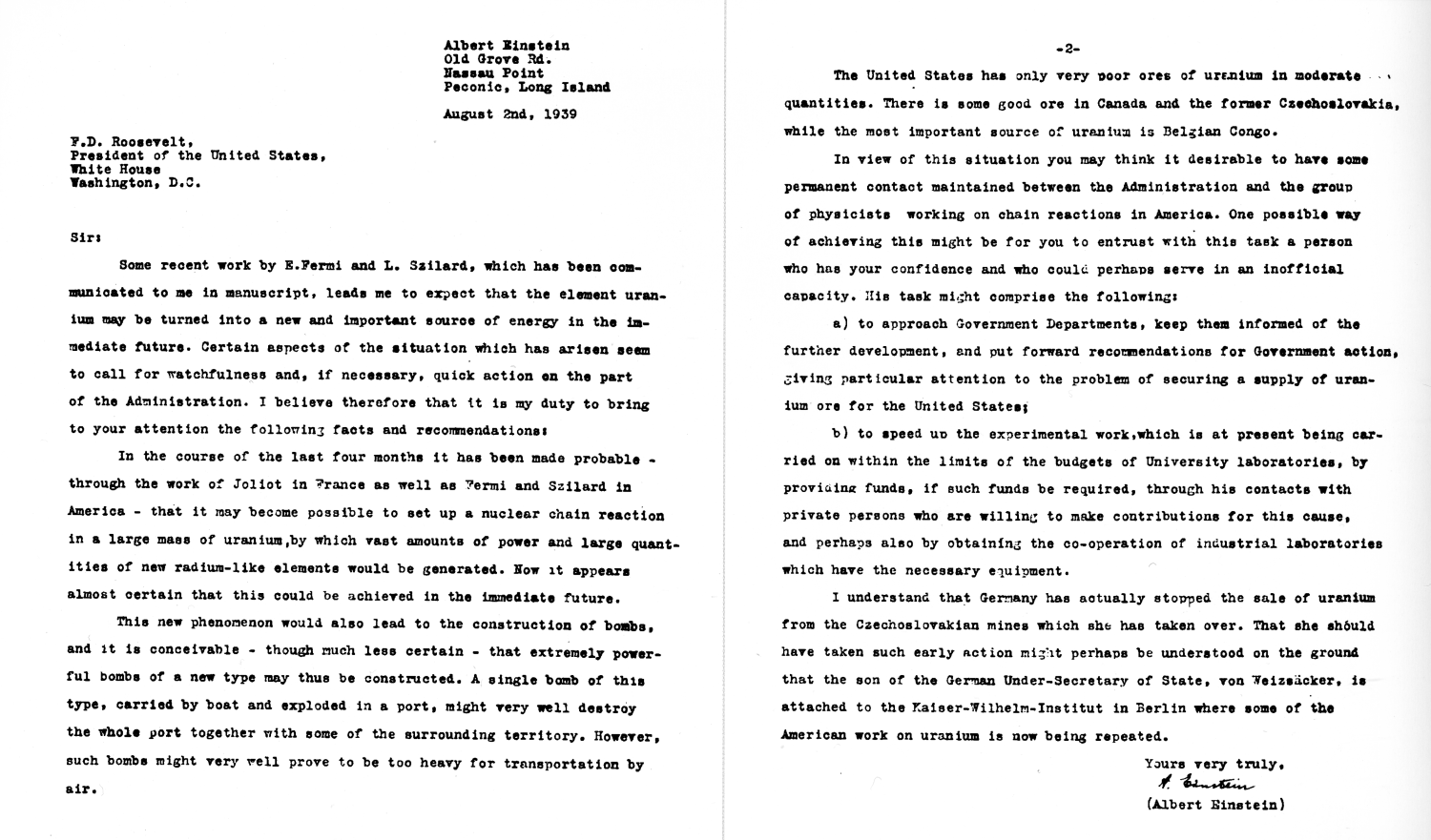
Una copia de la misiva

La carta Einstein-Szilárd (del inglés: Einstein–Szilard letter) fue una carta escrita por Leó Szilárd y firmada por Albert Einstein, enviada al Presidente de los Estados Unidos, Franklin Delano Roosevelt, el 2 de agosto de 1939. Escrita por Szilárd, y tras haberlo consultado con sus compañeros los físicos húngaros Edward Teller y Eugene Wigner, la carta advertía del peligro de que Alemania pudiera desarrollar bombas nucleares, y sugirió que los Estados Unidos deberían empezar su propio programa nuclear. Incitaba a la acción inmediata a Roosevelt, lo que finalmente se tradujo en el inicio del Proyecto Manhattan y el desarrollo de las primeras bombas atómicas.

## Origen
El descubrimiento de la fisión del uranio por Otto Hahn y Fritz Strassmann en diciembre de 1938, publicado el 6 de enero de 1939 en Die Naturwissenschaften, y su identificación correcta como fisión nuclear por Lise Meitner el 11 de febrero de 1939, de lo que se hizo eco la revista Nature, generó un intenso interés entre los físicos. Incluso antes de que se publicara, la noticia había llegado a los Estados Unidos por medio del físico danés Niels Bohr, quien inauguró con Enrico Fermi la Quinta Conferencia de Física Teórica en Washington el 26 de enero de 1939. Los resultados fueron rápidamente corroborados por físicos experimentales, como el propio Fermi y John R. Dunning en la Universidad de Columbia.
El físico húngaro Leó Szilárd, que por entonces residía en los Estados Unidos, se dio cuenta de que la fisión de átomos pesados inducida por neutrones podría crear una reacción nuclear en cadena, que podría producir ingentes cantidades de energía para la generación de electricidad o para construir bombas atómicas. Una reacción que utilizase neutrones era una idea que ya había sido formulada por el propio Szilárd en 1933, al leer una serie de comentarios marginales de Ernest Rutherford acerca de la generación de energía en el experimento de sus alumnos John Douglas Cockcroft y Ernest Walton en 1932, utilizando protones para dividir átomos de litio. Aun así, Szilárd no había sido capaz de conseguir una reacción en cadena generada por átomos ligeros ricos en neutrones. En teoría, si el número de neutrones secundarios producidos por el choque de un neutrón es mayor que uno, entonces cada reacción podría provocar reacciones adicionales múltiples, produciendo un número exponencialmente creciente de reacciones nucleares.
Szilárd había colaborado con Fermi en la construcción de un reactor nuclear de uranio natural en la Universidad de Columbia, donde tuvieron la suerte de contar con un director del departamento de física tan comprensivo como George B. Pegram. En aquel momento todavía no se sabía si el responsable de la reacción nuclear era el uranio 235 (en una proporción de menos del 1% en el uranio natural), o el uranio-238, el isótopo más abundante, como mantenía Fermi. Fermi y Szilárd realizaron una serie de experimentos para averiguarlo, y concluyeron que una reacción en cadena con uranio natural podría ser posible si pudiesen encontrar un material adecuado que sirviera de adecuado moderador de neutrones. Descubrieron que los átomos de hidrógeno del agua ralentizaban los neutrones, pero tendían a capturarlos. Szilárd sugirió entonces utilizar carbono como moderador. Convencido de sus posibilidades reales, ya solo necesitaban conseguir grandes cantidades de carbono y de uranio para crear un reactor.
Szilárd estaba preocupado por la posibilidad de que los científicos alemanes también intentasen realizar este experimento. El físico nuclear alemán Siegfried Flügge había publicado dos influyentes artículos sobre la explotación de la energía nuclear en 1939. Después de hablar sobre esta posibilidad con su amigo el físico húngaro Eugene Wigner, decidieron que tendrían que advertir al gobierno de Bélgica, debido a que el Congo Belga era la mejor fuente de mineral de uranio. Wigner sugirió que Albert Einstein podría ser una persona adecuada para este cometido, gracias a que conocía a la Familia Real Belga.
Einstein y Szilárd se conocían con anterioridad a la carta. Ya tenían referencias el uno del otro cuando residían en Berlín a comienzos de la década de 1920, y en 1926 inventaron conjuntamente el refrigerador Einstein-Szilárd.

## La carta
El 12 de julio de 1939, Wigner fue en su coche con Szilárd hasta Cutchogue, en Long Island (Nueva York), donde les esperaba Einstein. Cuando le explicaron la posibilidad de construir bombas atómicas, Einstein les respondió: "Daran habe ich gar nicht gedacht" (Ni siquiera había pensado sobre esto). Szilárd dictó una carta en alemán para el embajador belga en los Estados Unidos. Wigner la escribió, y Einstein estuvo de acuerdo y la firmó. Por sugerencia de Wigner, también prepararon una carta para el Ministerio de Asuntos Exteriores, en la que se explica qué hacían y por qué lo hacían, dando dos semanas de plazo para responder por si tenían cualquier objeción.
Todavía estaba pendiente el problema de lograr el apoyo del gobierno para conseguir uranio. Otro amigo de Szilárd, el economista austriaco Gustav Stolper, sugirió consultar el asunto con Alexander Sachs, quien tenía acceso directo al Presidente Franklin D. Roosevelt. Sachs le dijo a Szilárd que ya había hablado con el Presidente acerca del uranio, pero que Fermi y Pegram habían informado de que las perspectivas de construir una bomba atómica eran remotas. Le dijo a Szilárd que había entregado la carta, pero sugirió que procediese de alguien más prestigioso. Para Szilárd, Einstein era otra vez la elección obvia. Sachs y Szilárd redactaron una confusa carta con algunos errores ortográficos y se la enviaron a Einstein.
Szilárd se dirigió de nuevo a Long Island el 2 de agosto. Wigner no estaba disponible, así que en esta ocasión se hizo acompañar por otro físico húngaro, Edward Teller, para que le llevase conduciendo hasta allí. Einstein dictó la carta en alemán. Nada más regresar a la Universidad de Columbia, Szilárd dictó el texto en inglés a una joven estenógrafa del departamento, Janet Coatesworth. Más tarde recordaría que cuando Szilárd mencionó bombas extremadamente potentes, "estaba segura de que estaba trabajando para un chiflado". El final de la carta, con un "Vuestro sinceramente, Albert Einstein" no alteró lo más mínimo esta impresión. Esta carta, junto con un texto explicativo más largo, fue enviada de nuevo a Einstein.
La carta advertía de que:

En el transcurso de los últimos cuatro meses se ha hecho probable, a través del trabajo de Joliot en Francia, así como de Fermi y Szilárd en América, que puede ser posible establecer una reacción nuclear en cadena en una gran masa de uranio, por lo que se generarían vastas cantidades de energía y grandes cantidades de nuevos elementos similares al radio. Ahora parece casi seguro que esto podría lograrse en un futuro inmediato.

Este nuevo fenómeno también llevaría a la construcción de bombas, y es posible, aunque mucho menos cierto, que así se podrían construir bombas extremadamente poderosas de un nuevo tipo. Una sola bomba de este tipo, transportada en barco y explotada en un puerto, podría destruir todo el puerto junto con parte del territorio circundante. Sin embargo, tales bombas pueden resultar demasiado pesadas para el transporte aéreo."

También advertía sobre el peligro que representaba Alemania:

"Entiendo que Alemania realmente detuvo la venta de uranio de las minas checoslovacas que controla. Que se tomase una acción tan rápida, tal vez podría entenderse sobre la base de que el hijo del Subsecretario de Estado alemán, von Weizsäcker, está vinculado al Instituto Kaiser-Wilhelm de Berlín, donde se está repitiendo parte del trabajo estadounidense sobre el uranio".

En la época que se redactó la carta, el material estimado necesario para producir una reacción de fisión en cadena era de varias toneladas. Sin embargo, siete meses más tarde un importante avance logrado en Gran Bretaña estimaría la masa crítica necesaria en menos de 10 kilogramos, haciendo posible que una bomba atómica fuese lanzada desde un avión.

## Entrega

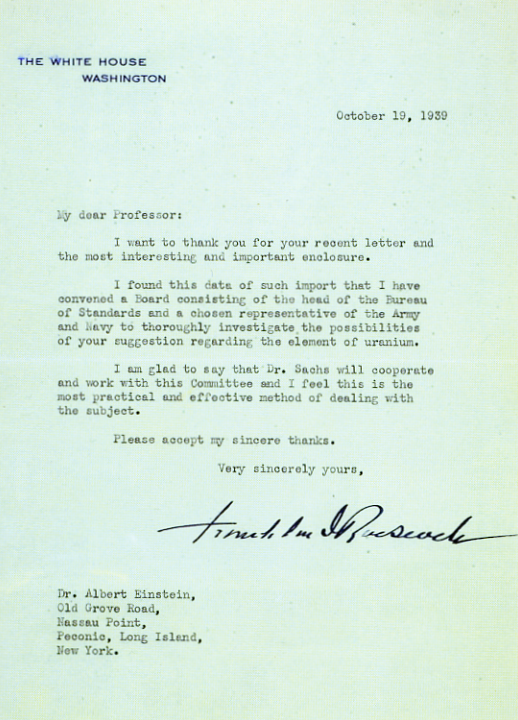
La respuesta de Roosevelt

La letra fue firmada por Einstein y devuelta a Szilárd, quien la recibió el 9 de agosto. Envió a Sachs las dos cartas (la corta y la larga), junto con otro texto suyo, el 15 de agosto. Sachs solicitó al personal de la Casa Blanca una cita para ver al Presidente, pero antes de que pudiera ser recibido, la administración estaba pendiente de la crisis producida por la invasión alemana de Polonia, con la que comenzó la Segunda Guerra Mundial. Sachs retrasó su cita hasta octubre, asegurándose de que el presidente daría a la carta la atención prevista, concertando una cita para el 11 de octubre. Aquel día coincidió con el presidente, con el secretario del Presidente, con el Brigadier General Edwin "Pa" Watson, y con dos expertos de artillería, el teniente coronel del Ejército Keith F. Adamson y comandante de la Marina Gilbert C. Hoover. Roosevelt resumió la conversación como: "Alex, lo que estás buscando es ver la manera de que los nazis no nos hagan explotar."
Roosevelt envió una respuesta agradeciendo su carta a Einstein, e informándole de que:

"Encontré estos datos de tal importancia, que he convocado una Junta compuesta por el jefe de la Oficina de Normas y dos representantes elegidos del Ejército y de la Marina para investigar a fondo las posibilidades de su sugerencia con respecto al elemento del uranio".

Einstein envió dos cartas más a Roosevelt, el 7 de marzo de 1940, y el 25 de abril de 1940, solicitando que se activase la investigación nuclear. Szilárd redactó una cuarta misiva para ser firmada por Einstein, en la que instaba al Presidente a entrevistarse con Szilárd para hablar de la política sobre la energía nuclear. Fechada el 25 de marzo de 1945, no pudo reunirse con Roosevelt, que fallecería el 12 de abril de 1945.

## Resultados
Roosevelt decidió que la carta implicaba tomar resoluciones inmediatas, y autorizó la creación del Comité Asesor del Uranio. Este comité fue presidido por Lyman James Briggs, Director de la Agencia de Estándares (actualmente el Instituto Nacional de Estándares y Tecnología), con Adamson y Hoover como sus otros miembros. Se reunieron por primera vez el 21 de octubre, contando además con la presencia de Fred L. Mohler de la Agencia de Estándares, Richard B. Roberts del Instituto Carnegie, y de Szilárd, Teller y Wigner. Adamson era escéptico sobre la perspectiva de construir una bomba atómica, pero estuvo dispuesto a autorizar los 6000 dólares necesarios (equivalentes a unos 100.000 dólares de comienzos del siglo XXI) para la compra de uranio y grafito para Szilárd y el experimento de Fermi.
El Comité Asesor del Uranio fue el inicio del esfuerzo del gobierno de EE. UU. para desarrollar una bomba atómica, pero al principio no se dedicaron los recursos necesarios con determinación. Fue supervisado inicialmente por el Comité de Investigación de Defensa Nacional en 1940, y más adelante por la Oficina de Investigación y Desarrollo Científicos en 1941. El Memorándum Frisch-Peierls y el Informe Maud británico, convencieron finalmente a Roosevelt de que debía autorizar un esfuerzo de desarrollo a gran escala en enero de 1942. El trabajo de investigación sobre la fisión se encomendó al Cuerpo de Ingenieros del Ejército de los Estados Unidos del Distrito de Manhattan en junio de 1942, que dirigió un programa de desarrollo unificado de la bomba, que sería conocido como el Proyecto Manhattan.
Einstein no trabajó en el Proyecto Manhattan. El Ejército le negó el pase de trabajo necesario en julio de 1940, considerándole un riesgo para la seguridad por sus convicciones pacifistas. A pesar de ello, se le permitió trabajar como asesor de la Agencia de Artillería de la Marina. No tuvo ningún conocimiento del desarrollo de la bomba atómica, y ninguna influencia sobre la decisión de lanzarla. Según Linus Pauling, más adelante Einstein lamentó haber firmado la carta, porque contribuyó al desarrollo y al uso de la bomba atómica en combate, añadiendo que había justificado su decisión debido al grave peligro que suponía que la Alemania nazi desarrollara la bomba primero.
En 1947 Einstein declaró a la revista Newsweek que: "Si yo hubiera sabido que los alemanes no tendrían éxito en el desarrollo de una bomba atómica, no habría hecho nada al respecto."